# Турано (река)
Турано (итал. Turano) — река в центральной Италии, левый приток реки Велино. Протекает в долине Турано через регионы Лацио и Абруццо. Длина реки — 85 км или 70 км. Площадь водосборного бассейна равна 680 км².
Возникает при слиянии двух потоков: Рио-Сант-Антонио и Рио-Валле-Мура, истоки которых находятся на горе Бове. Река Турано омывает провинции Л’Акуила и Рим, а также на небольшом участке течёт по границе с Риети. На своём последнем участке река течет по равнине Риети, пока не впадает в реку Велино, возле Террии, около Контильяно.

## Описание
Река имеет следующее основные притоки:
- с левого берега: ручей Фиохо, реку Петеша;
- с правого берега: ручей Рапино, реку Рикетто.

## Инфраструктура
В 1936-1939 годы река была перекрыта плотиной Турано, построенной в узком месте у Постиччолы в Рокка-Синибальда, в результате чего образовалось водохранилище Турано. Этот бассейн вместе с близлежащим бассейном Сальто, с которым он связан, питает гидроэлектростанцию Котилия.
В районе Валле-Мура, недалеко от Туфо, в 2019 году была введена в эксплуатацию плотина с системой безопасности позволяющей избежание наводнений в Карсоли и Турано.